# وظيفة تشابمان
وظيفة تشابمان تصف وظيفة تشابمان تكامل امتصاص الغلاف الجوي على طول مسار مائل على أرض كروية، وونسبة إلى الحالة العمودية ينطبق على أي كمية يتناقص تركيزها اضعافاً مضاعفة مع زيادة الارتفاع لتقريب أول برهان عند زوايا الذروة صغيرة، فان دالة تشابمان لامتصاص البصري تساوي
{\displaystyle \sec(z),\ }
حيث أن z هي زاوية الذروة و (sec) تدل على وظيفة القاطعة. سميت الوظيفة على اسم سيدني تشابمان.

## روابط خارجية
- Chapman function at Science World
- David L. Huestis. "Chapman Function for Atmospheric Attenuation". معهد ستانفورد للأبحاث. مؤرشف من الأصل في 2009-11-04.